# Velars-sur-Ouche
Velars-sur-Ouche est une commune française située dans le département de la Côte-d'Or en région Bourgogne-Franche-Comté.
Ses habitants s'appellent les Arroyotes ou les Velarois.

## Géographie
Vélars-sur-Ouche se trouve à 11 km à l'ouest du centre de Dijon et à 256 km au sud-est de Paris.

### Climat
Pour des articles plus généraux, voir Climat de la Bourgogne-Franche-Comté et Climat de la Côte-d'Or.
En 2010, le climat de la commune est de type climat océanique dégradé des plaines du Centre et du Nord, selon une étude du Centre national de la recherche scientifique s'appuyant sur une série de données couvrant la période 1971-2000. En 2020, Météo-France publie une typologie des climats de la France métropolitaine dans laquelle la commune est exposée à un climat océanique altéré et est dans la région climatique  Bourgogne, vallée de la Saône, caractérisée par un bon ensoleillement (1 900 h/an), un été chaud (18,5 °C), un air sec au printemps et en été et des vents faibles. 
Pour la période 1971-2000, la température annuelle moyenne est de 10,7 °C, avec une amplitude thermique annuelle de 17,2 °C. Le cumul annuel moyen de précipitations est de 914 mm, avec 12,3 jours de précipitations en janvier et 8 jours en juillet. Pour la période 1991-2020, la température moyenne annuelle observée sur la station météorologique de Météo-France la plus proche, « Marsannay la Cote », sur la commune de Marsannay-la-Côte à 8 km à vol d'oiseau, est de 11,7 °C et le cumul annuel moyen de précipitations est de 803,0 mm,. Pour l'avenir, les paramètres climatiques de la commune estimés pour 2050 selon différents scénarios d'émission de gaz à effet de serre sont consultables sur un site dédié publié par Météo-France en novembre 2022.

## Urbanisme

### Typologie
Au 1er janvier 2024, Velars-sur-Ouche est catégorisée bourg rural, selon la nouvelle grille communale de densité à 7 niveaux définie par l'Insee en 2022.
Elle est située hors unité urbaine. Par ailleurs la commune fait partie de l'aire d'attraction de Dijon, dont elle est une commune de la couronne,. Cette aire, qui regroupe 333 communes, est catégorisée dans les aires de 200 000 à moins de 700 000 habitants,.

### Occupation des sols
L'occupation des sols de la commune, telle qu'elle ressort de la base de données européenne d’occupation biophysique des sols Corine Land Cover (CLC), est marquée par l'importance des forêts et milieux semi-naturels (67,6 % en 2018), une proportion sensiblement équivalente à celle de 1990 (68,1 %). La répartition détaillée en 2018 est la suivante : 
forêts (54,1 %), milieux à végétation arbustive et/ou herbacée (13,5 %), terres arables (13,3 %), zones urbanisées (7,5 %), zones agricoles hétérogènes (6,1 %), prairies (5,5 %). L'évolution de l’occupation des sols de la commune et de ses infrastructures peut être observée sur les différentes représentations cartographiques du territoire : la carte de Cassini (XVIIIe siècle), la carte d'état-major (1820-1866) et les cartes ou photos aériennes de l'IGN pour la période actuelle (1950 à aujourd'hui).

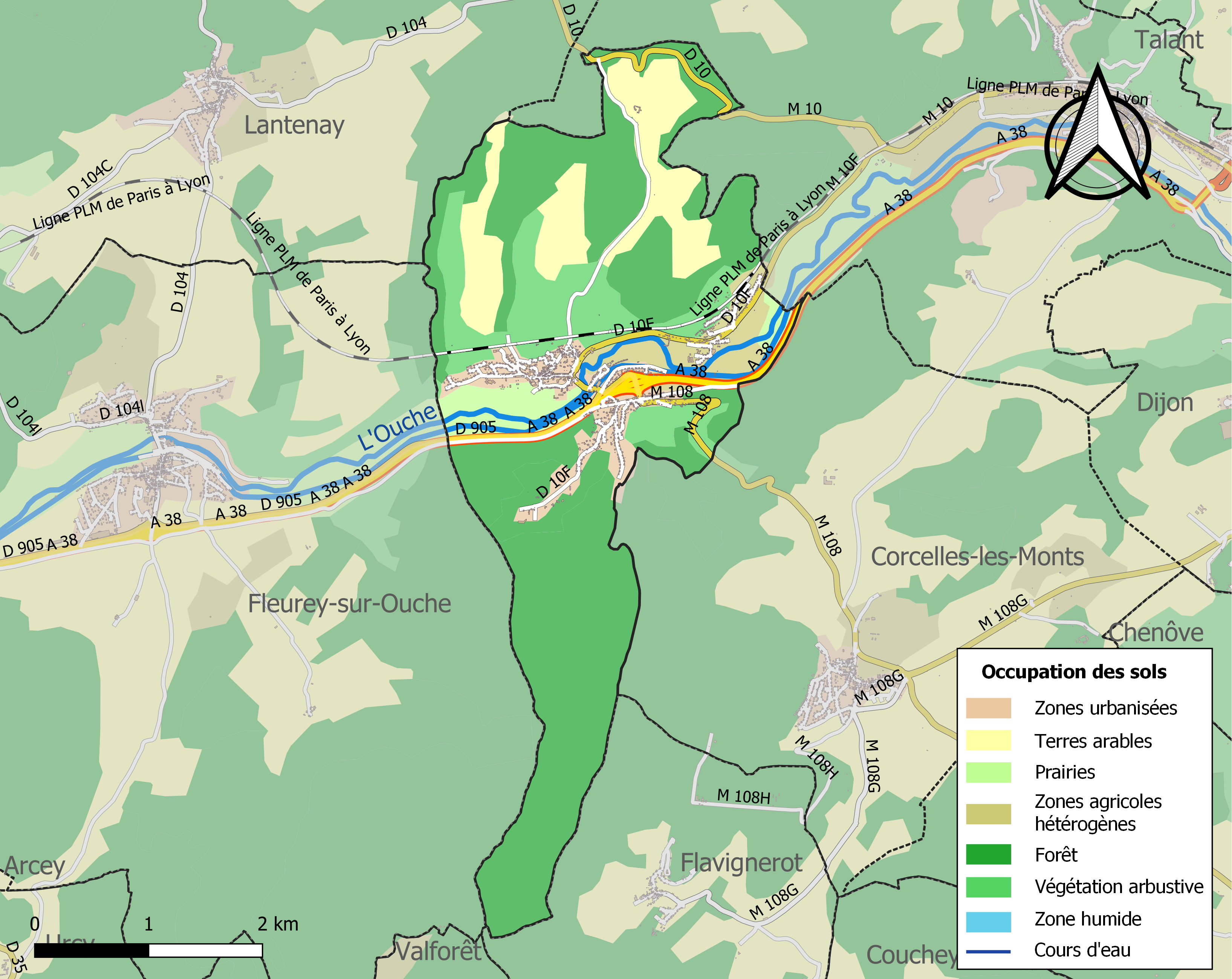
Carte des infrastructures et de l'occupation des sols de la commune en 2018 (CLC).

## Histoire
Un tragique accident de la SNCF s'est déroulé à Velars le 23 juillet 1962. Cinq voitures du train express 53 en provenance de Paris déraille à 15h10 à l'entrée du tunnel. La voiture n°7 a été catapultée 40 m en contrebas du viaduc sous la violence du choc. L'accident, attribué à la forte chaleur qui aurait dilaté les rails, a fait 39 morts et 44 blessés graves. Ce fut la seconde catastrophe ferroviaire d'importance sur cette commune après celle du 5 septembre 1888.

## Politique et administration

### Liste des maires
| Période                                  | Période         | Identité           | Étiquette | Qualité |
| ---------------------------------------- | --------------- | ------------------ | --------- | ------- |
| 1896                                     | 20 mai 1900     | Maurice Dubard     |           |         |
| 20 mai 1900                              | 5 décembre 1919 | Henri Debost       |           |         |
| 5 décembre 1919                          | 28 mai 1922     | Alphonse Bizot     |           |         |
| 28 mai 1922                              | 14 juin 1925    | Georges Quénisset  |           |         |
| 14 juin 1925                             | 19 mai 1928     | Georges Theveniaud |           |         |
| 19 mai 1928                              | 28 août 1932    | Paul Billet        |           |         |
| 28 août 1932                             | 26 février 1939 | Claude Gaumont     |           |         |
| 26 février 1939                          | 13 avril 1942   | Léon Bardy         |           |         |
| 13 avril 1942                            | 6 janvier 1944  | Auguste Ploncard   |           |         |
| 6 janvier 1944                           | 21 octobre 1944 | Jules Modin        |           |         |
| 21 octobre 1944                          | 31 octobre 1947 | Auguste Ploncard   |           |         |
| 31 octobre 1947                          | 9 mai 1953      | Fernand Fricot     |           |         |
| 9 mai 1953                               | 21 mars 1959    | Auguste Ploncard   |           |         |
| 21 mars 1959                             | 26 mars 1977    | Raymond Broin      |           |         |
| 26 mars 1977                             | 3 octobre 1980  | Paul Modin         |           |         |
| 20 mars 1983                             | 24 mars 1989    | Jean Pierre Jolly  |           |         |
| 24 mars 1989                             | 16 mars 2001    | Antoine Coudert    |           |         |
| 16 mars 2001                             | en cours        | Jacky Dupaquier    | DVD       |         |
| Les données manquantes sont à compléter. |                 |                    |           |         |

## Démographie
L'évolution du nombre d'habitants est connue à travers les recensements de la population effectués dans la commune depuis 1793. Pour les communes de moins de 10 000 habitants, une enquête de recensement portant sur toute la population est réalisée tous les cinq ans, les populations de référence des années intermédiaires étant quant à elles estimées par interpolation ou extrapolation. Pour la commune, le premier recensement exhaustif entrant dans le cadre du nouveau dispositif a été réalisé en 2004.

En 2022, la commune comptait 1 829 habitants, en évolution de +9,32 % par rapport à 2016 (Côte-d'Or : +0,82 %, France hors Mayotte : +2,11 %).
| 1793 | 1800 | 1806 | 1821 | 1836 | 1841 | 1846 | 1851  | 1856 |
| ---- | ---- | ---- | ---- | ---- | ---- | ---- | ----- | ---- |
| 371  | 395  | 387  | 392  | 460  | 589  | 590  | 1 075 | 969  |

| 1861  | 1866 | 1872 | 1876 | 1881 | 1886 | 1891 | 1896 | 1901 |
| ----- | ---- | ---- | ---- | ---- | ---- | ---- | ---- | ---- |
| 1 243 | 907  | 710  | 578  | 763  | 640  | 649  | 526  | 473  |

| 1906 | 1911 | 1921 | 1926 | 1931 | 1936 | 1946 | 1954 | 1962 |
| ---- | ---- | ---- | ---- | ---- | ---- | ---- | ---- | ---- |
| 506  | 501  | 566  | 572  | 578  | 542  | 615  | 722  | 738  |

| 1968 | 1975 | 1982  | 1990  | 1999  | 2004  | 2006  | 2009  | 2014  |
| ---- | ---- | ----- | ----- | ----- | ----- | ----- | ----- | ----- |
| 792  | 869  | 1 313 | 1 422 | 1 666 | 1 594 | 1 626 | 1 719 | 1 697 |

| 2019  | 2022  | - | - | - | - | - | - | - |
| ----- | ----- | - | - | - | - | - | - | - |
| 1 744 | 1 829 | - | - | - | - | - | - | - |

## Jumelages
- Osburg

## Économie
- L'atelier de fabrication de pierres à briquet né à la fin des années 1920 a dû fermer en 2016.

## Lieux et monuments

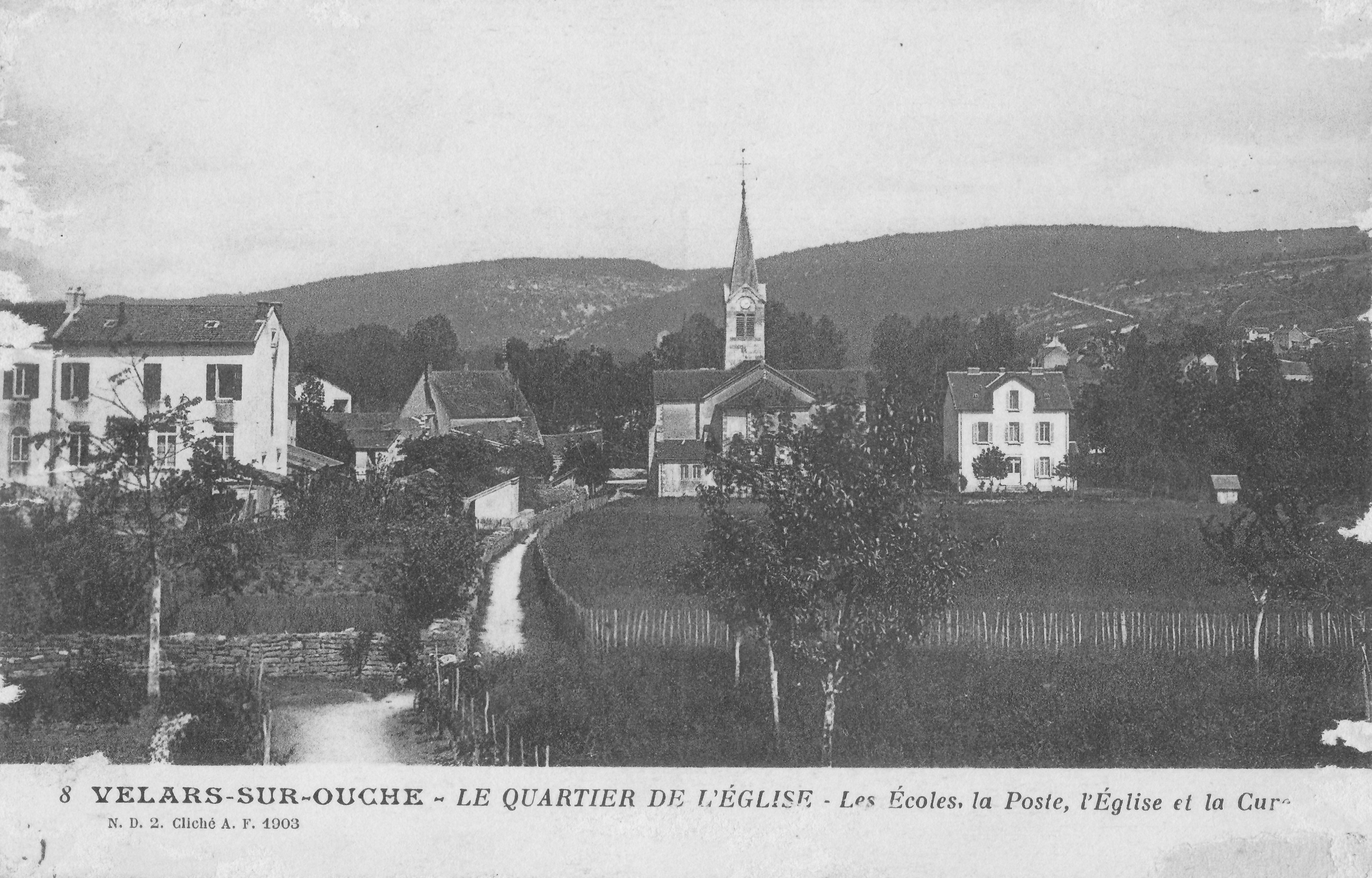
Le quartier de l'église en 1903

- Bar de La Poste
- Église Saint-Blaise
- Notre-Dame-d'Étang[19]
- Ancien lavoir

## Zones naturelles protégées
La commune compte plusieurs zones naturelles d'intérêt écologique, faunistique et floristique de type I:
- Bois de la Rente du Failly
- Combe-aux-Loups
- Combes de la Jeune Ronce et du Bois de la Mialle
- Pelouse de la Verrerie

## Quelques photos

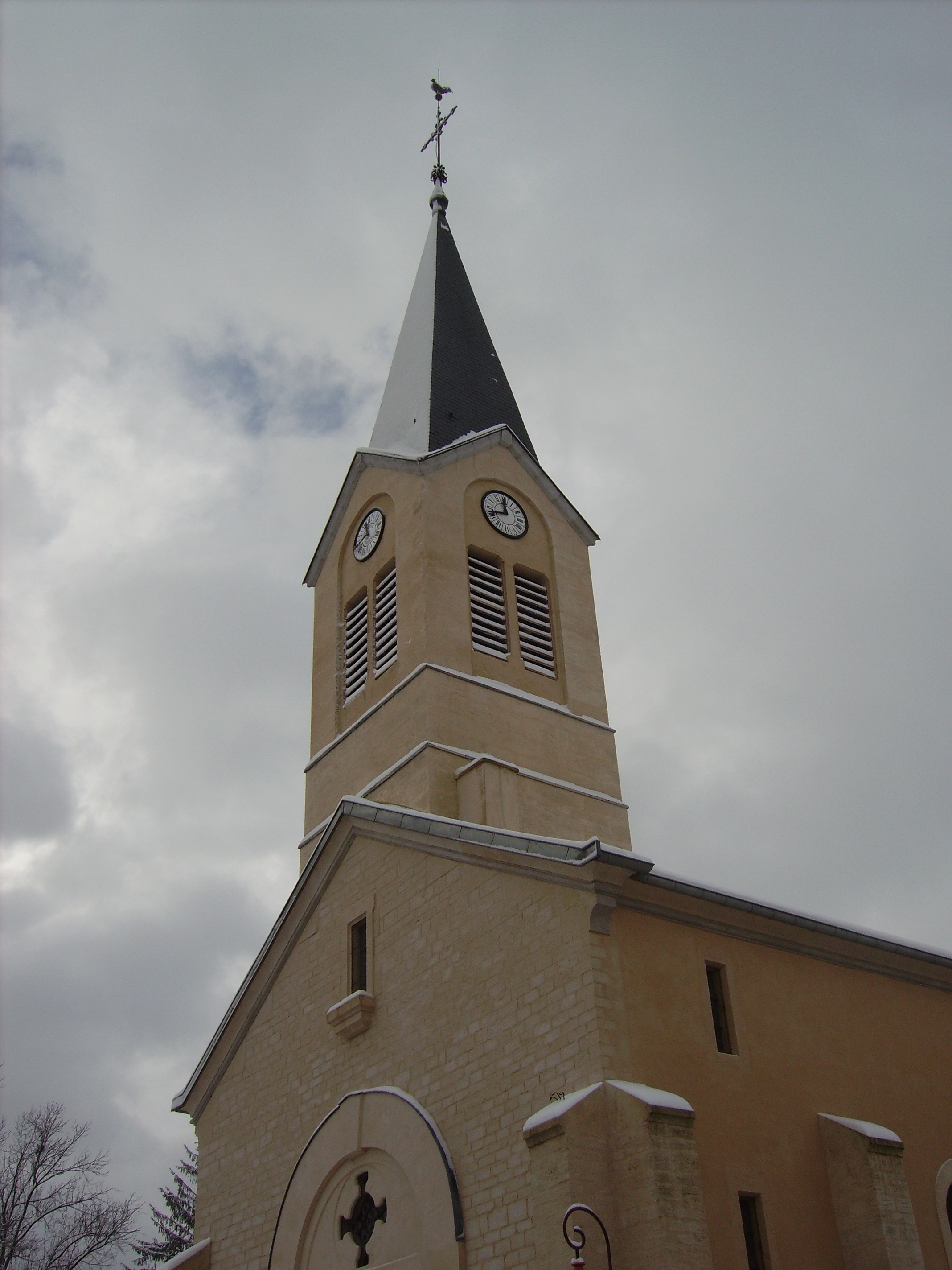
Clocher de l'église Saint-Blaise en hiver.
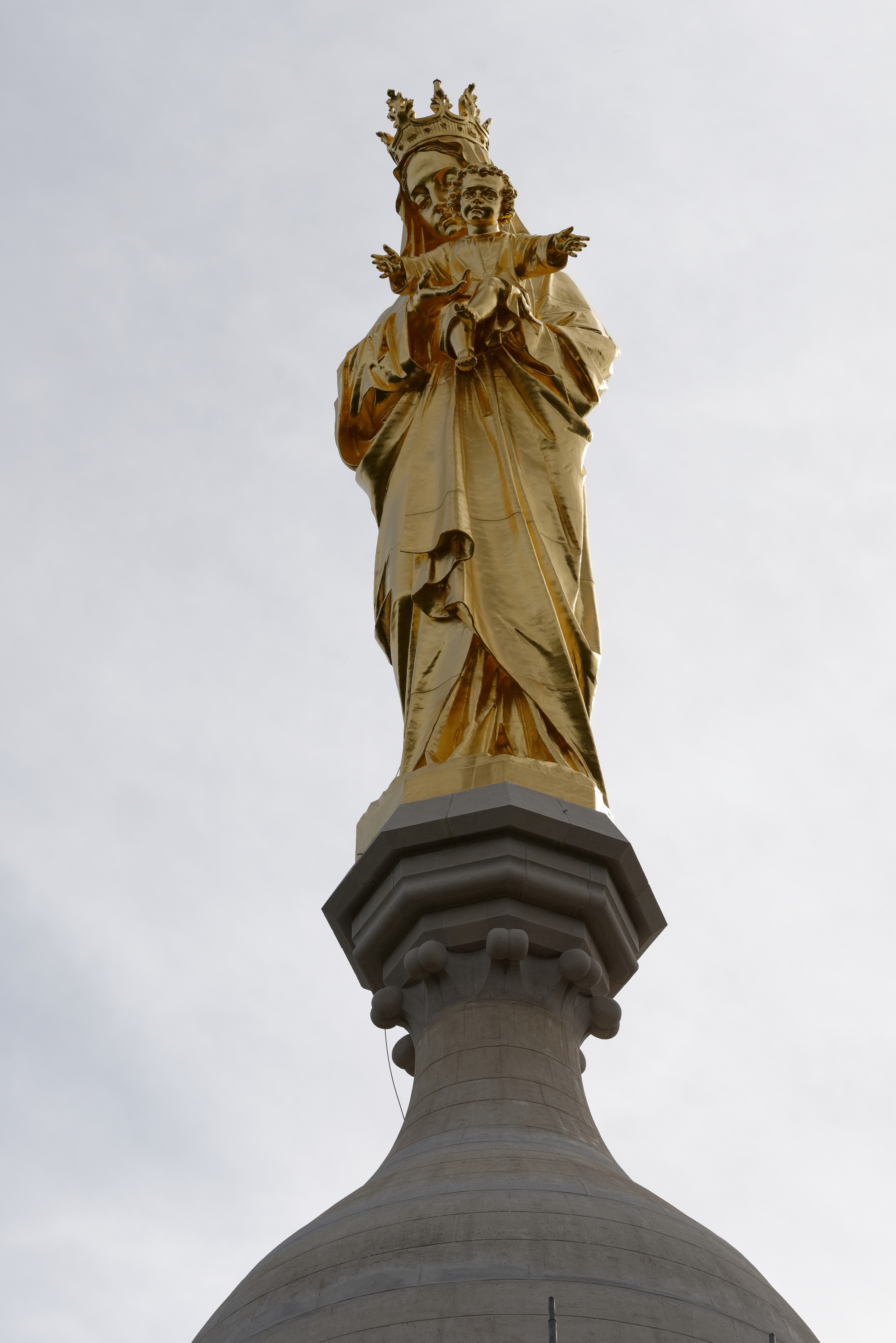
Notre-Dame d'Etang
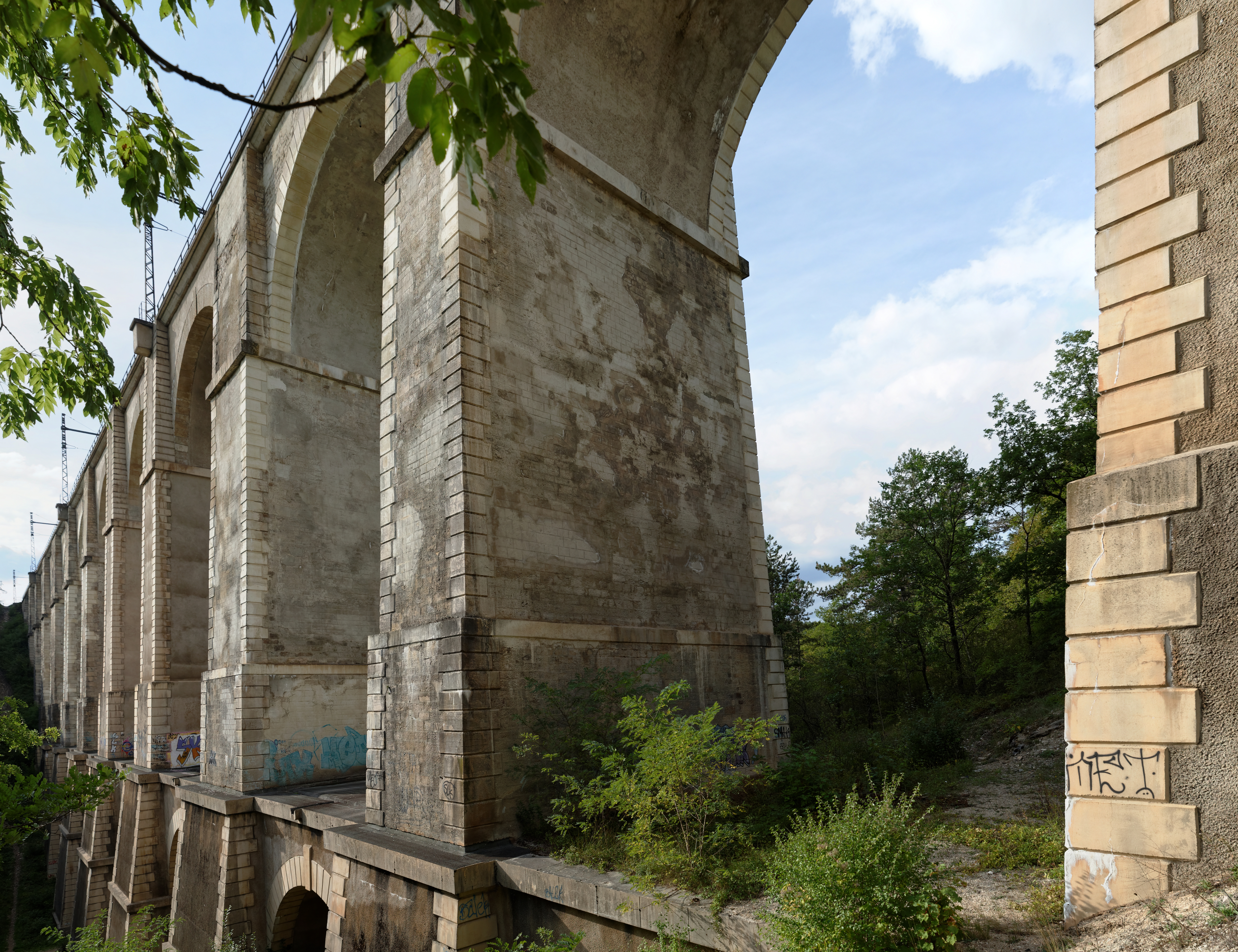
Viaduc de Fin

## Personnalités liées à la commune
- Pierre Desvignes (1764-1827), compositeur né à Velars
- Charles Lapostolet (1824-1890), peintre paysagiste né à Velars
- Jean-Claude Rude (1954-1980) Le 26 mars 1980, Jean-Claude Rude, s'entraîne pour une tentative de record aux côtés d'un train express. Il est emporté par les turbulences du train et mortellement blessé. Sa famille fait ériger une stèle commémorative. Sur les lieux de l'accident, près du viaduc de Fain  47° 19′ 19″ N, 4° 53′ 54″ E .

## Héraldique
| Blason | Blasonnement : D'or à la croix engrelée d'azur, au chef du même chargé de trois mûres cousues de gueules. |